# Notting Hill
Koordinaten: 51° 31′ N, 0° 12′ W

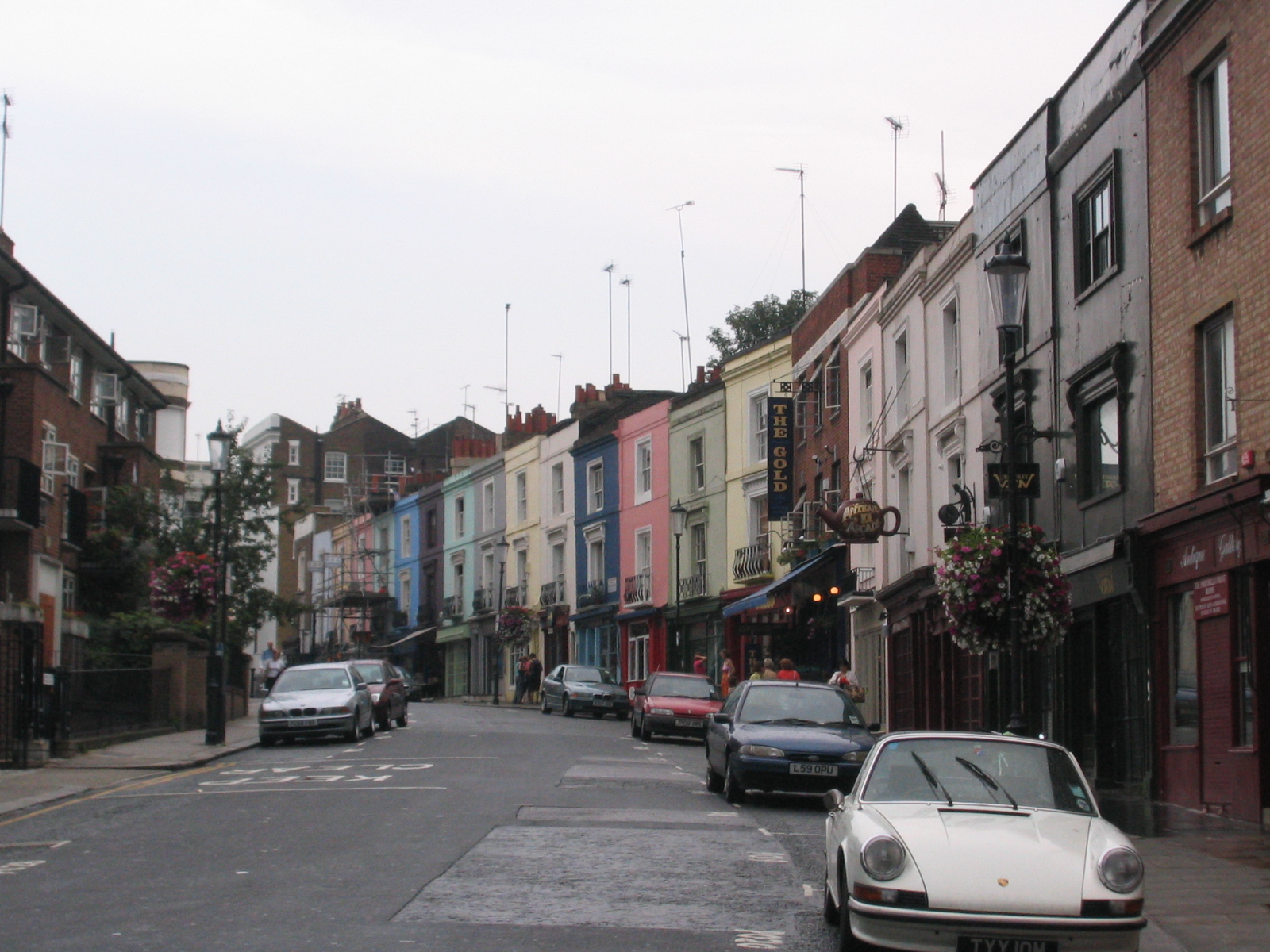
Portobello Road

Notting Hill ist ein Stadtteil in London, England im Bezirk Kensington and Chelsea. Er liegt an der nordwestlichen Ecke des Hyde Parks in der Nähe von West End. Diese Gegend erhielt internationale Beachtung durch den erfolgreichen Film gleichen Namens mit Julia Roberts und Hugh Grant in den Hauptrollen.
Zudem war Notting Hill 1958 Schauplatz von Ausschreitungen von etwa 400 weißen Jugendlichen gegen dunkelhäutige Migranten. Am dritten Tag der Ausschreitungen griff die Polizei ein. Claudia Jones veranstaltete als Antwort darauf im folgenden Januar eine Karnevalsparty in der ausverkauften St. Pancras Town Hall. Daraus entwickelte sich der jährliche Notting Hill Carnival im August.
In Notting Hill liegt die Portobello Road mit einem bekannten, jeden Samstag stattfindenden Antiquitätenmarkt. Diese Straße gilt als Grenze zwischen Arm und Reich.

## Nahegelegene Orte
- Bayswater
- Holland Park
- White City
- Paddington
- Kensal Green
- Knightsbridge

## U-Bahn-Stationen
- Holland Park
- Kensington (Olympia)
- Ladbroke Grove
- Notting Hill Gate
- West Kensington
- Westbourne Park

## Sonstiges
Einen gleichnamigen Vorort Notting Hill gibt es auch in Melbourne, Victoria, Australien.

## Persönlichkeiten
- Bert Allum (1930–2018), Fußballspieler
- Hayley Atwell (geb. 1982), Schauspielerin